# Adonis García
Adonis García Arrieta (Ciego de Ávila, Cuba, 4 de diciembre de 1985) es un beisbolista profesional cubano que se desempeña como tercera base o outfielder para los Bravos de Atlanta en la Major League Baseball. Jugó la Serie Nacional de Béisbol desde 2004 a 2011 y luego se marchó de Cuba para jugar en Grandes Ligas.

## Carrera
García jugó en la Serie Nacional de Béisbol de Cuba desde 2004 hasta la temporada 2008-2009 con los Tigres de Ciego de Ávila.
Con la selección de béisbol de Cuba jugó en el World Port Tournament en 2009 y consigue ser el mejor bateador de la competición con 15 hits en 30 turnos al bate.
Se fue de Cuba en enero de 2011 para jugar con los Navegantes del Magallanes de la Liga Venezolana de Béisbol Profesional, a los que acompaña a la Serie del Caribe 2012. Sus actuaciones con el Magallanes atrajeron la atención de algunos clubes de Grandes Ligas, y logra en mayo de 2012, con 26 años, firmar un contrato de 400.000 dólares para irse con los Yankees de Nueva York. García jugaría ligas menores con los Tampa Bay Yankees desde 2012 a 2014 en ligas menores.
Después de tres años en ligas menores, García es liberado el 1 de abril de 2015, pero firma un contrato tres días después con los Bravos de Atlanta, haciendo su debut el 19 de mayo contra los Tampa Bay Rays.